# Phedosia riachuela
Phedosia riachuela är en fjärilsart som beskrevs av Jones 1912. Phedosia riachuela ingår i släktet Phedosia och familjen tandspinnare. Inga underarter finns listade i Catalogue of Life.